# Самедан
Самедан (нем. Samedan) — коммуна в Швейцарии, в кантоне Граубюнден. Входит в состав округа Малоя. Официальный код — 3786.

## География
Площадь коммуны составляет 114 км², из них 16,2 % занимают сельскохозяйственные угодья; 9,1 % — леса; 1,9 % — населённые пункты и дороги и оставшиеся 72,9 % территории не используются (горы, ледники, реки). Коммуна расположена в центральной части долины Верхний Энгадин, вдоль реки Инн. Средняя температура июля составляет 11,2 °С со средним максимумом 18,2 °С, средняя температура января — −9,4 °С со средним минимумом −18 °С.

## Население
По данным на 31 декабря 2012 года население коммуны составляет 2982 человека. За последние 10 лет население выросло на 4,1 %. По данным переписи 2000 года распределение населения по возрасту было следующим: 8,7 % — младше 9 лет; 5,1 % — от 10 до 14 лет; 9,2 % — от 15 до 19 лет; 15,0 % — от 20 до 29 лет; 17,6 % — от 30 до 39 лет; 15,1 % — от 40 до 49 лет; 12,5 % — от 50 до 59 лет; 6,8 % — от 60 до 69 лет; 6,2 % — от 70 до 79 лет; 3,4 % от 80 до 89 лет и 0,6 % — старше 90 лет.
Динамика численности населения коммуны по годам:
| 1850 | 1900 | 1930 | 1950 | 1980 | 2000 |
| ---- | ---- | ---- | ---- | ---- | ---- |
| 412  | 967  | 1783 | 1685 | 2553 | 3069 |

## Языки
По данным переписи 2000 года 61,5 % населения считали своим родным языком немецкий; 16,7 % — романшский и 14,9 % — итальянский. Изначально всё население общины говорило на романшском, однако начиная с XIX века его роль постепенно уменьшалась. В 1880 году только 47 % населения считали ромашский язык родным, в 1910 году — 45 %, в 1970 году — только 31 %. В 1980-х годах количество носителей романшского немного возросло, однако с тех пор вновь заметно уменьшилось. Тем не менее, в 2000 году 42 % населения заявили, что понимают романшский язык, хотя он для них и не является родным.

## Транспорт
Имеется небольшой аэропорт и железнодорожное сообщение.

## Персоналии
- Джан Фадри Кадерас (1830—1891) — ретороманский писатель

## Галерея

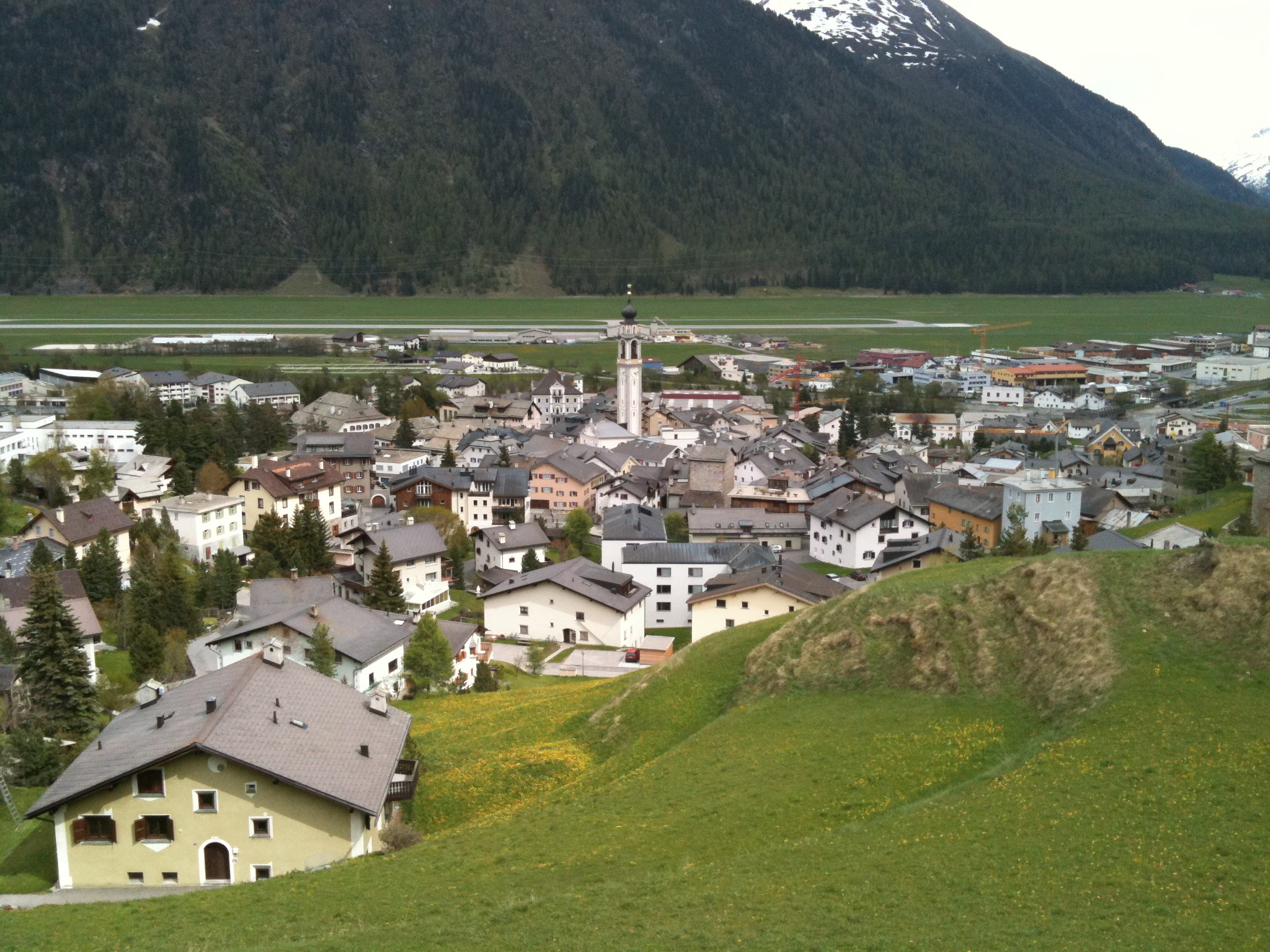
Вид на Самедан
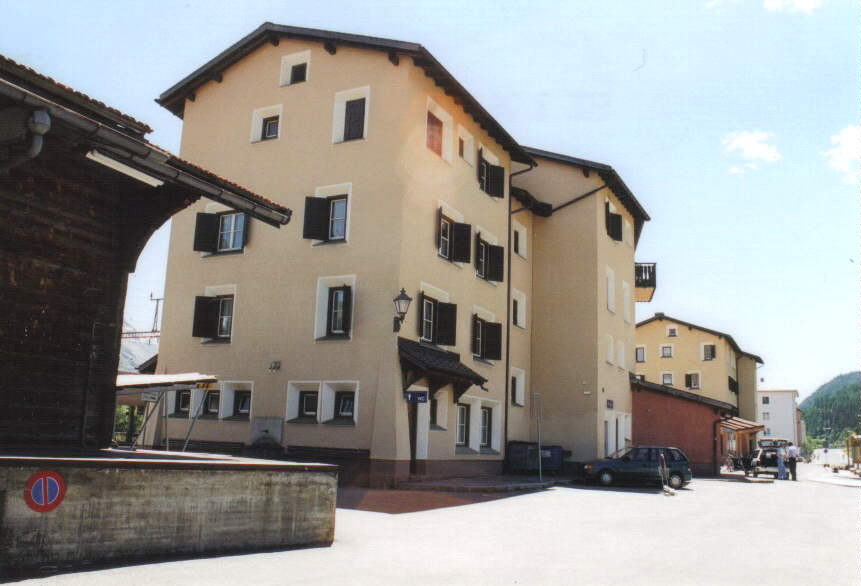
Железнодорожная станция
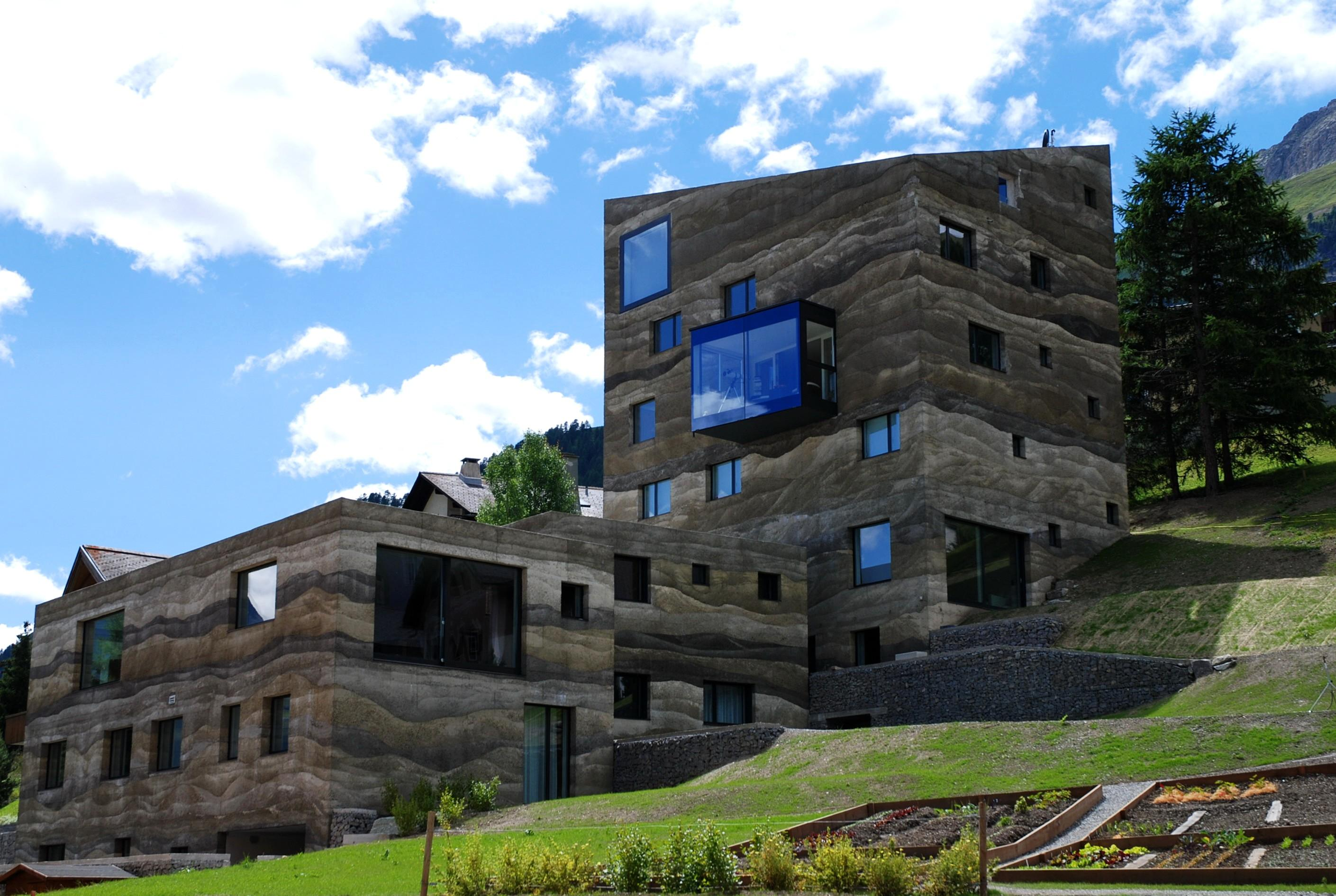
Современные дома в Самедане
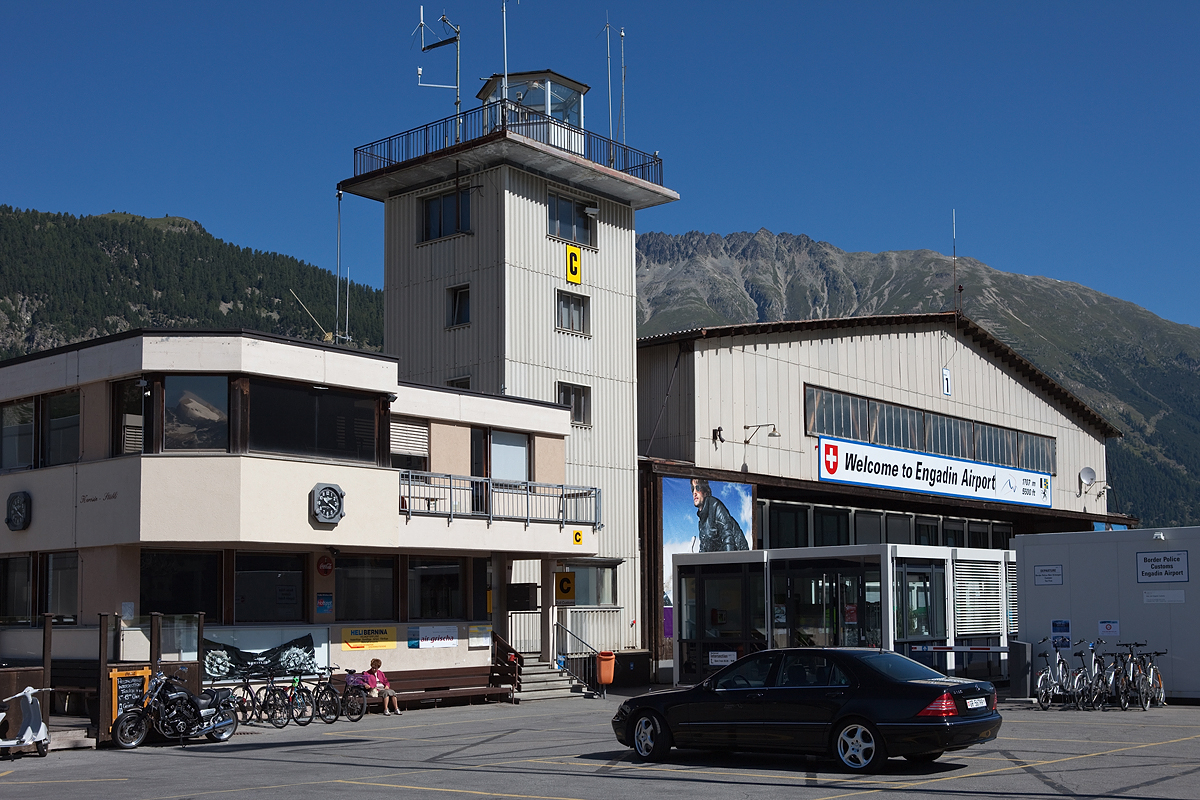
Аэропорт Самедана